# 飛足航空快線空難
飛足航空快線空難（Wingfoot Air Express crash）發生於1919年7月21日，一艘早期的固特異飛艇起火併撞向芝加哥的伊利諾伊州信託和儲蓄大樓。這艘FD型飛艇由固特異輪胎橡膠公司製造，當時正運送乘客從格蘭特公園前往白城遊樂園（White City）。這是當時美國發生的最嚴重的飛艇事故，造成一名機組人員、兩名乘客和十名銀行職員喪生。

## 過程
1919年7月21日下午4:55分左右，固特異飛艇在芝加哥環線1,200英尺（370公尺）的高空巡航時，氫氣因不明原因起火。當飛艇明顯故障時，飛行員傑克·伯特納（Jack Boettner）和首席機械師哈里·瓦克（Harry Wacker）使用降落傘跳傘至安全地帶。第二名機械師Carl Alfred Weaver因降落傘起火而死亡，而乘客Earl H. Davenport（白城遊樂園的宣傳代理）的降落傘被懸掛的纜繩纏住，導致他懸掛在燃燒的船隻下方五十英尺處；飛艇墜毀時他當場死亡。第五位從飛艇上跳傘的人是《芝加哥每日新聞》的攝影師米爾頓·諾頓，他在著陸時摔斷了雙腿，隨後在醫院去世。
在位於拉薩爾街和傑克遜大道東北角的伊利諾伊州信託儲蓄銀行大樓裡，150名員工正在銀行大廳及周圍，大廳有一扇巨大的天窗。飛艇殘骸擊中了銀行的天窗，燃燒的碎片落入下面的銀行大廳，造成10名員工死亡，27人受傷。